# Powakka
Powakka, ook wel Pawakka, is een dorp in het district Para in Suriname. In het dorp wonen inheemse Surinamers van het volk Arowakken.
Het ligt op savannegronden net na de afslag vanaf de Avobakaweg richting Carolina aan de Surinamerivier. Hierdoor is het ook voor toerisme ontsloten.
Eind jaren negentig was al het hout rondom het dorp nagenoeg gekapt. Deze grond werd later geschikt gemaakt voor ananasteelt.
In 2019 werd de president gevraagd in te grijpen in de zandafgraving in het gebied.